# Luis Gamarra Alor
Luis Fernando Gamarra Alor (Chimbote, 25 de septiembre de 1950-Lima, 14 de abril de 2025) fue un ingeniero y político peruano. Ocupó el cargo de Gobernador Regional de Áncash entre el 2017 y el 2018.

## Biografía
Nació en Chimbote, Perú, el 25 de septiembre de 1950, hijo de Toribio Gamarra Paredes y Luzmila Alor Solórzano. Cursó sus estudios primarios y secundarios en su ciudad natal. Entre 1971 y 1984 cursó la carrera de ingeniería pesquera en la Universidad Nacional Federico Villarreal de la ciudad de Lima. Desde entonces se dedicó al ejercicio de su profesión en el ámbito privado.
El 2006 participó en las elecciones municipales como candidato a regidor provincial de la provincia del Santa por el Movimiento Independiente Río Santa Caudaloso obteniendo la representación. Luego, participó en las elecciones regionales del 2014 como candidato a concejero regional por la misma provincia obteniendo la representación con el 17.511% de los votos.
El 10 de abril del 2017, el primer juzgado unipersonal de Huaraz sentenció a Vargas Barrenechea a cinco años de prisión efectiva, tres años de inhabilitación y al pago de cinco mil soles de reparación civil por el delito de falsedad genérica al haber mentido en su hoja de vida presentada al Jurado Nacional de Elecciones cuando se presentó como candidato a vicegobernador regional. Ante esto, el Jurado Nacional de Elecciones resolvió convocar a Gamarra Alor como nuevo gobernador regional para que asuma provisionalmente el gobierno regional hasta el 31 de diciembre del 2018.
En las elecciones municipales del 2022 fue elegido como alcalde de la ciudad de Chimbote. Ejerció ese cargo desde el 1 de enero del 2023 hasta el mes de febrero del 2025 cuando pidió una licencia por salud. Falleció el lunes 14 de abril, en Lima.